# Feast (2014)
Feast é um filme de animação em curta-metragem estadunidense de 2014 dirigido e escrito por Patrick Osborne. Venceu o Oscar de melhor curta-metragem de animação na edição de 2015.

## Elenco
- Ben Bledsoe[4]
- Stewart Levine[4]
- Katie Lowes[4]
- Brandon Scott[4]
- Adam Shapiro[4]
- Tommy Snider[4]
- Stephen Apostolina

## Prêmios e indicações
| Lista de prêmios e indicações | Lista de prêmios e indicações     | Lista de prêmios e indicações | Lista de prêmios e indicações | Lista de prêmios e indicações | Lista de prêmios e indicações |
| Premiação                     | Categoria                         | Indicação                     | Resultado                     | R.                            |                               |
| ----------------------------- | --------------------------------- | ----------------------------- | ----------------------------- | ----------------------------- | ----------------------------- |
| 3D Creative Arts              | Melhor narrativa animada em 3D    | Patrick Osborne Kristina Reed | Venceu                        | [ 6 ]                         |                               |
| Oscar                         | Melhor curta-metragem de animação | Patrick Osborne Kristina Reed | Venceu                        | [ 6 ]                         |                               |
| Annie Awards                  | Melhor curta-metragem em animação | Patrick Osborne Kristina Reed | Venceu                        | [ 6 ]                         |                               |